# Clint Frank
College Football Hall of Fame 1955
Clinton E. Frank (né le 13 septembre 1915 à Saint-Louis et mort le 7 juillet 1992 à Evanston) est un joueur américain de football américain.
Frank étudie à l'université Yale où il fait des études d'économie. Pendant deux saisons, il est capitaine des Bulldogs. Lors de sa dernière saison, il remporte le trophée Heisman ainsi que le Maxwell Award.
Lors de la Seconde Guerre mondiale, Frank est un pilote de l'Armée de l'Air sous le commandement du Général Jimmy Doolittle.